# Luis Oliag Miranda
Luis Oliag Miranda (València, 08 d'abril de 1861 - 1933) fou un polític i militar valencià, fill de Vicente Oliag Carrá i de Escolàstica Miranda Forquet. El 1879 va ingressar a l'Escola Naval i va estar molts anys destinat a la Comandància de Marina de València. Fou també president de la Societat Valenciana d'Agricultura. Quan es proclamà la dictadura de Primo de Rivera treballà amb l'alcalde imposat pel dictador, Juan Avilés Arnau, i el desembre de 1924 fou nomenat alcalde de València. La seva primera acció fou retirar una placa en homenatge a Vicente Blasco Ibáñez i promoure actes de desgreuge a Alfons XIII, a qui l'escriptor havia criticat. També fou el primer a organitzar les festes de les Creus de Maig. Va dimitir el gener de 1927 a causa d'un enfrontament amb els regants del Túria a causa de la potabilització de la ciutat. Fou substituït pel cap d'Unión Patriótica a la ciutat, el marquès de Sotelo.